# 卡特奈
卡特奈（法語：Catenay，法語發音：[katnɛ]）是法国滨海塞纳省的一个市镇，属于鲁昂区。

## 地理
卡特奈（49°30'44"N, 1°19'30"E）面积5.88 平方千米，位于法国诺曼底大区滨海塞纳省，该省份为法国北部沿海省份，其西部及北部濒大西洋英吉利海峡，东起顺时针与索姆省、瓦兹省、厄尔省和卡爾瓦多斯省接壤。
与卡特奈接壤的市镇（或旧市镇、城区）包括：布兰维尔-克勒翁、布瓦赛、圣艾尼昂叙里、圣日耳曼德塞苏尔。

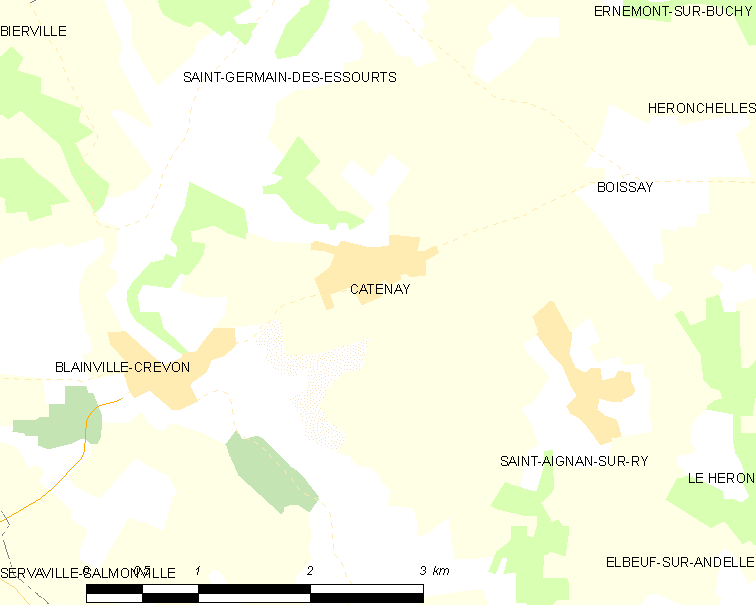
卡特奈的OSM定位图

卡特奈的时区为UTC+01:00、UTC+02:00（夏令时）。

## 行政
卡特奈的邮政编码为76116，INSEE市镇编码为76163。

## 政治
卡特奈所属的省级选区为勒梅尼勒埃纳尔县。

## 人口

1962-2008年间卡特奈人口变化图示

卡特奈于2022年1月1日时的人口数量为697人。